# ららマジ
『ららマジ』（RARAMAGI）は、株式会社Wright Flyer Studiosより配信されていたスマートフォン用ゲームアプリ。2017年1月25日サービス開始。基本プレイ無料（アイテム課金制）。
2020年6月3日 15:00をもってサービスを終了した。
2020年9月10日、クラウドファンディングによる小説化が決定し、2021年7月より、ゲーム中のメインストーリーを元にした小説『ららマジ ノベライズ 〜調律師とアインヘリャルの少女達〜』が返礼品として支援者に贈られた。

## 概要
Wright Flyer Studiosとアニメ制作会社のA-1 Picturesの協業による新規IPのスマートフォン向けゲームアプリ。メインシナリオライターには『緋色の欠片』シリーズなどを代表作に持つ西村悠を、キャラクターデザインにはアニメーターの飯塚晴子を起用。サウンドには、数々のゲーム音楽を制作してきた伊藤賢治が携わっている。
発表当初のタイトルは『ホニャららMAGIC♪』であり、クローズドβテストのタイミングで現在の『ららマジ』へと改称されている。
2020年2月25日に実施されたアップデートにて、ゲーム開始時に表示されるA-1 Picturesのロゴが、同社から分割されたCloverWorksのものへと変更された。
とある「呪い」により、廃部寸前となってしまった「東奏学園器楽部」を舞台に、プレイヤーは器楽部員として登場する30人のヒロイン達を呪いから救い出し、彼女らが再び演奏できるようにすることを目指す。メインストーリーは、ヒロインたちのLive2Dアニメーション
やアニメ風のスチルを交えながら、フルボイスで進行。ヒロイン1人につき1幕ずつに区切られており、サービス終了時までに第十四幕まで配信された。
ホーム画面ではヒロインたちと触れ合うことができ、ARカメラでヒロインと撮影する「おでかけ」機能や、プレゼントを渡し「キズナLv」を上げるといった交流要素も実装されている。
2015年4月25日に開催された「ニコニコ超会議2015」でプロジェクトが発表。その後、2016年10月20日から10月26日に実施されたクローズドβテストを経て、2017年1月25日よりiOS/Android向けゲームアプリとして配信を開始した。なお、2016年12月22日より始まった事前登録では15万人を超え、配信後は2017年3月9日に100万ダウンロード、それから1年後の2018年3月9日に200万ダウンロードを突破した。
2020年4月3日にサービス終了が発表、同年6月3日にサービスを終了した。
クラウドファンディングによる小説化企画が2020年9月10日より実施され、同日中に目標金額である650万円を達成、制作が決定した。2021年7月より、小説・サウンドトラックCD等の返礼品がクラウドファンディング支援者に届けられた。
ノベライズ版は全3巻で、ゲーム版のストーリー第十四幕までとそれ以降の物語を綴った内容となっている。

## ストーリー
調律師を志す主人公・チューナーは、東奏（ひがしかなで）学園器楽部の定期演奏会で「魔法の音」に心を奪われ、器楽部を支えたいという想いを胸に東奏学園へと入学した。しかし、部長の草薙百花によると、現在の器楽部は部員全員の心が音楽から離れてしまっており、廃部の危機にあるという。翌日、器楽部の部室を訪れたチューナーは、一人でフルートを吹く少女・結城菜々美の演奏に聴き惚れるが、菜々美は演奏を中断し、逃げるように部室を後にしてしまった。そんな中、不思議な声に導かれるままに音楽準備室へと入ったチューナーは、「音楽の精霊」を自称する猫・ホニャと出会い、器楽部員たちの心を音楽から遠ざけている「呪い」を解く力を持つ神具・ノートゥングを手に入れる。チューナーは「魔法の音」を取り戻すため、ホニャと共に少女たちの心を調律する冒険へと旅立つのであった。

## ゲームシステム
本作のメインストーリーは、対話形式のストーリーパートと戦闘を行うクエストパートで構成される。基本的には、ストーリー4パート、クエスト6パートで1場という単位で括られる。メインストーリーの長さはヒロインによって異なり、1幕あたり1 - 3場で構成されている。
クエストパートは、縦画面式の横スクロールアクションバトルとして進行。楽器を模した武器を使用するヒロインたちのミニキャラを操作して、ノイズと呼ばれる敵と戦う。オートモードも搭載されており、片手での操作も可能となっている。クエストパートでは、1 - 4人のヒロインをチームとして編成し、開始時に選択したヘルパー1人を加えて戦闘を行う。
ドレスペル
MPを消費することで「ドレスペル」と呼ばれる必殺技を使用することができる。全体攻撃、味方の強化・回復・敵の弱体化など、様々な効果のドレスペルが存在する。ヘルパーのドレスペルも使用できるが、一回の戦闘中に一度だけしか使用できない。
アンサンブルモード
ステージ上に配置されている「光の玉」を取ったり、ノイズに攻撃を加えたりすることで「アンサンブルメーター」が上昇する。これを最大まで貯めることで「アンサンブルモード」が使用可能となる。アンサンブルモード中はダメージを受けなくなり、チーム全員が同時に戦闘に参加して攻撃する。アンサンブルモードは、発動から一定時間（20秒）が経過すると自動的に終了する。

## 登場キャラクター

### 高校1年生
チューナー
本作の主人公で、プレイヤーキャラクター。
ホニャによって「英雄」に選ばれ、ノイズに呪われた器楽部を復活させるために戦う。
小説版では「明森 長閑（あけもり のどか）」という名前が新たに設定された。
結城 菜々美（ゆうき ななみ）
声 - 水瀬いのり
誕生日：4月9日、身長：158cm、血液型：O型、担当：フルート
根性という言葉が好きな天才フルート奏者。チューナーから最初に調律される。
フルートを模した片手剣と鞘を武器とする。
九条 紗彩（くじょう さあや）
声 - 木戸衣吹
誕生日：8月21日、身長：150cm、血液型：A型、担当：ヴァイオリン
人一倍努力家で、自分にも他人にも厳しいヴァイオリン奏者。菜々美とは親友。
武器はヴァイオリン型の短弓。
楓 智美（かえで ともみ）
声 - 芹澤優
誕生日：8月10日、身長：166cm、血液型：A型、担当：エレキベース
義理と人情に厚いヤンチャ少女。チューナーのクラスメイトで、バンド「フロウライン」のベース担当。
武器はエレキベース型のハルバード。
有栖川 翼（ありすがわ つばさ）
声 - 田中美海
誕生日：6月14日、身長：156cm、血液型：O型、担当：胡弓
明るく元気な性格で、誰よりも前向きでおっちょこちょい。チューナーのクラスメイト。
胡弓をモチーフにした弓を武器とする。

### 高校2年生
綾瀬 凜（あやせ りん）
声 - 大西沙織
誕生日：8月4日、身長：160cm、血液型：A型、担当： クラリネット
真面目な優等生。融通の利かない性格で、後輩たちからは怖いイメージを抱かれている。
武器は長い槍状のクラリネット。
向井 春香（むかい はるか）
声 - 内田彩
誕生日：5月22日、身長：159cm、血液型：O型、担当：ワーグナーチューバ
昼寝が大好きで、おっとりした性格。お姉さんらしく振る舞おうとする。
戦闘時にはパンチやキックで格闘戦を行う。
亜里砂・エロイーズ・ボー＝ボガード（ありさ えろいーず ぼー ぼがーど/Arisa Eloise Beau-Regard）
声 - 豊田萌絵
誕生日：12月26日、身長：156cm、血液型：B型、担当：トランペット
フランス生まれのクォーターで、天才プロトランペッター。公式では「亜里砂・E・B」と略される。
トランペット型のアサルトライフルを武器とする。
七瀬 沙希（ななせ さき）
声 - 小見川千明
誕生日：3月9日、身長：159cm、血液型：B型、担当：コントラファゴット
アイドル級のスタイルとルックス、男子顔負けの怪力を併せ持つ少女。
コントラファゴット型の大剣を豪快に振り回して戦う。
白石 陽菜（しらいし ひな）
声 - 石原夏織
誕生日：12月15日、身長：158cm、血液型：O型、担当：コーラングレ
気品と度胸あふれる、ちょっぴりお転婆なお嬢様。木登りが趣味。
戦闘時はコーラングレから光の腕を召喚して攻撃する。
藤巻 雪菜（ふじまき ゆきな）
声 - 山本希望
誕生日：1月1日、身長：159cm、血液型：AB型、担当：シンセサイザー
SE制作が趣味の天然系ほんわか娘。バンド「フロウライン」のシンセサイザー担当。
武器はシンセサイザー型の片手剣で、攻撃時には光の刀身が出現する。
奥村 映（おくむら あきら）
声 - タカオユキ
誕生日：11月16日、身長：163cm、血液型：A型、担当：カスタネット
中性的な印象の鈍感少女。おばあちゃんっ子で、年齢にそぐわない独特のセンスを持つ。
戦闘では自身の周囲に浮かぶカスタネットを放って攻撃する。
浅野 葉月（あさの はづき）
声 - 諏訪彩花
誕生日：11月6日、身長：164cm、血液型：AB型、担当：コルネット
クールな性格の気分屋少女。チューナーに対して冷たく接することが多いが、器楽部内では翻弄されることが多い。
コルネットを模した二丁拳銃で戦う。
月島 塁（つきしま るい）
声 - 田澤茉純
誕生日：4月20日、身長：163cm、血液型：AB型、担当：トライアングル
電波系不思議少女。オカルト方面の知識が豊富で、浮世離れしたイメージを抱かれている。
トライアングル用ビーターを模した杖を振り、トライアングル型の武器をぶつけて攻撃する。
洲崎 麻衣（すざき まい）
声 - 久保田未夢
誕生日：12月24日、身長：156cm、血液型：O型、担当：ドラム
体を動かすことが大好きなボーイッシュ娘。バンド「フロウライン」のドラム担当
ドラムスティック型の2本のナイフを武器とする。

### 高校3年生
神代 結菜（かみしろ ゆいな）
声 - 田辺留依
誕生日：12月14日、身長：166cm、血液型：B型、担当：グロッケンシュピール
マイペースな性格で、器楽部の中でも際立つ自由人。器楽部創立メンバーの一人。
戦闘の際は手元の小さな音板を飛ばして攻撃する。
小田桐 アミ（おだぎり あみ）
声 - 角元明日香
誕生日：6月6日、身長：155cm、血液型：B型、担当：ピッコロ
お調子者のトラブルメーカー。賑やかなイベントを好む。器楽部創立メンバーの一人。
ピッコロ型のナイフを両手に持ち、二刀流で戦う。
阿達 悠花（あだち ゆうか）
声 - 安野希世乃
誕生日：8月27日、身長：156cm、血液型：B型、担当：チェロ
「個性」に憧れる普通の女の子。新しいことにハマりやすいが飽きっぽい。
チェロ型のシルエットをした大剣を大きく振り回して戦う。
南 さくら（みなみ さくら）
声 - 伊藤美来
誕生日：11月24日、身長：165cm、血液型：A型、担当：ハープ
器楽部を支える副部長で、振り回されることの多い苦労人。器楽部創立メンバーの一人。
グランドハープの形をした長弓を武器とし、光の矢を放って攻撃する。
橘 アンナ（たちばな あんな）
声 - 種田梨沙
誕生日：4月13日、身長：172cm、血液型：A型、担当：サックス
多くの女生徒をファンに持つ学園の王子様。レイナの双子の姉。
バリトンサックス型の片手剣を華麗に操って戦う。
橘 レイナ（たちばな れいな）
声 - 末柄里恵
誕生日：4月13日、身長：172cm、血液型：A型、担当：ファゴット
ミステリアスな可愛いお姉さん。アンナの双子の妹。
武器はファゴット型の狙撃銃で、複数の銃を同時に発射することもできる。
園田 乃愛（そのだ のあ）
声 - 花守ゆみり
誕生日：10月30日、身長：150cm、血液型：B型、担当：リコーダー
演奏会の演出を一手に引き受ける敏腕ディレクター。器楽部創立メンバーの一人。
戦闘ではリコーダー型の杖を振って星型のエネルギーを飛ばして攻撃する。
三嶋 蒼（みしま あお）
声 - 長縄まりあ
誕生日：9月7日、身長：148cm、血液型：AB型、担当：ホルン
文化部所属の天才科学者。いつも何かの実験をしており、チューナーを助手として扱う。
戦闘時は巨大な分銅などを敵にぶつけて攻撃する。
島村 珠樹（しまむら たまき）
声 - 原田ひとみ
誕生日：8月8日、身長：154cm、血液型：A型、担当：タンバリン
猫と共に育った、ハイテンションなネコ娘。器楽部創立メンバーの一人。
戦闘時は両手に持ったタンバリンで引っ掻くように猫パンチを放つ。
星崎 梨花（ほしざき りか）
声 - 赤﨑千夏
誕生日：12月22日、身長：160cm、血液型：A型、担当：トロンボーン
器楽部のコンミスを務める完璧超人。器楽部創立メンバーの一人。
武器のトロンボーン型の槍は突いたり切りつけたりするだけでなく、小規模な爆風を放つこともできる。
橋本 ひかり（はしもと ひかり）
声 - 三澤紗千香
誕生日：6月14日、身長：176cm、血液型：B型、担当：箏
優しく気弱な長身美人。男子と接するのは苦手だが、後輩たちの良き話し相手。
武器は箏の形をした長弓で、貫通力が高い。
草薙 百花（くさなぎ ひゃっか）
声 - 徳井青空
誕生日：2月13日、身長：162cm、血液型：O型、担当：指揮者
指揮者を務める器楽部部長。多方面の才能と強烈なカリスマ性を持つ。器楽部創立メンバーの一人。
ドレスが存在しないため、魔法少女としての戦闘スタイルは不明。

### 中学1年生
卯月 幸（うづき さち）
声 - 高木美佑
誕生日：8月23日、身長：140cm、血液型：A型、担当：ウクレレ
器楽部最年少で、真中華の妹。ウクレレのほかに、ヴォーカルも担当することがある。
愛用のウクレレに似た形の片手剣で戦う。

### 中学3年生
伊藤 萌（いとう もえ）
声 - 小岩井ことり
誕生日：6月18日、身長：146cm、血液型：O型、担当：シンバル
落語が好きで、自身でもよく演じている。アミのことを「師匠」と慕う。
武器は大きなシンバルで、フリスビーのように投げたり、両手に持ったままスピンして攻撃したりする。
神田 茜（かんだ あかね）
声 - 井口裕香
誕生日：5月15日、身長：143cm、血液型：A型、担当：和太鼓
粋でいなせな下町少女。祭りが大好きで、落ち着きがない性格。
戦闘時には両手に持った雷神のバチや頭突きを武器とする。
卯月 真中華（うづき まなか）
声 - 大森日雅
誕生日：3月18日、身長：150cm、血液型：B型、担当：エレキギター。
ロックが好きで妹想いな幸の姉で、幸と一緒にヴォーカルを担当することもある。バンド「フロウライン」のギター担当。
武器は愛用のエレキギターの形をした大剣。
瀬沢 かなえ（せざわ かなえ）
声 - 小澤亜李
誕生日：6月1日、身長：153cm、血液型：B型、担当：鍵盤ハーモニカ
都会的なおしゃれ女子に憧れる田舎少女。方向音痴で、よく道に迷っている。
鍵盤ハーモニカ型のナイフを両手に持って戦う。

### その他
ホニャ
声 - 渕上舞
誕生日：3月23日、身長：40cm、血液型：A型
ピンク色の猫の外見をした自称音楽の精霊。チューナーと調律済みの器楽部メンバー以外には認識されない。
自らを「戦乙女」と称し、チューナーを「我が愛しの英雄」と呼ぶが、グリムゲルデからは「ワルキューレの真似事をしている妖精」「アルフヘイムの住人」などと言われている。
グリムゲルデ
声 - 不明
メインストーリー第六幕冒頭にて初登場した人物で、仮面で素顔を隠している。
自らを「アースガルズの神族」「正真正銘の戦乙女」と称し、チューナーに契約を求める。
その姿や声は草薙百花に似ており、第九幕においても言及されていたが、後述の『ららドリ』にて同一人物であることが示された。
樋野 カグラ（ひの かぐら）
声 - 井上雄貴
身長：178cm
メインストーリー第十一幕のエンドロール後に声のみで初登場した少年で、チューナーと接触した際には自らを「器楽部の熱烈なファン」「草薙百花の遠い親戚」と称した。
グリムゲルデとの会話から、彼もまた神族あるいはそれに近い存在であり、東奏市が存在する世界や器楽部に干渉していることが窺える。
その目的ははっきりせず、チューナー含め器楽部員からはかなり警戒されているが、なぜか神代結菜だけは彼のことを慕っている。
『ららドリ』においてはヒルデに対して重大な事実を告げた後、彼女や器楽部と行動を共にする。
ブリュンヒルデ
声 - 渕上舞
誕生日：3月23日、身長：162cm、担当：ヴォーカル
物語にたびたび登場する褐色の少女。
姿はプロローグから登場しており、「ららマジ ～東奏学園出張文化祭～」にて公開されたイラストで「ひるで」という名前の部員が存在することも確認できたが、『ららドリ』公開以前は「褐色少女」などと呼ばれることが多かった。元は神族の姫君であったが、メインストーリーの時点では父である神王を裏切った罰として絶対に消えない神の焔に封じられていることが『ららドリ』にて語られている。
メインストーリーにおいて
プロローグの定期演奏会にて、それらしき人物がヴォーカルを担当する様子が描かれているが、チューナーが入部した時点では在籍しておらず、チューナーとホニャ以外はその存在を覚えていない（他の部員からは、器楽部のヴォーカルは卯月姉妹と認識されている）。第十二幕冒頭にてチューナーの夢に現れるが、本人が直接登場することはなかった。また、メインストーリー中では名前も言及されない。
『ららドリ』において
「ヒルデ」という名前で登場。
器楽部のマネージャーとして活動しており、百花からヴォーカルをやらないかと誘われた。一方、夢の中では「お姫様」と呼ばれ、魔法少女として「魔獣」と戦う器楽部メンバーたちから守られることとなる。『ららドリ』終盤で、この世界は神の焔によって封じられたブリュンヒルデの夢世界であり、ヒルデはブリュンヒルデの「自我の欠片」であることが明かされた。
ヒルデを含む「自我の欠片」が統合され、目が覚めた後のセリフは「ブリュンヒルデ」表記になっている。また、この姿の彼女に対してチューナーは「ホニャ」と呼びかけたが、完全に同一の存在かどうかははっきりとしていない。

## ホニャららDREAM（ららドリ）
2019年5月から11月にかけて開催された連載イベント。全6場構成で、おおよそ1ヶ月に1場ずつ公開された。
「ヒルデ」という少女を主人公とするスピンオフシナリオのようなもので、メインライターの西村悠がシナリオを担当している。
イベントシナリオではあるが、メインシナリオに深く関わる話であり、インタビューでは「『ららマジ』全体の物語からすると、後半に入りたてくらいの話」と語られている。
公式では『ららドリ』と略されることもあり、本記事でもこの略称を用いている。

## 作中用語
東奏市
東京都内に存在する架空の都市。東奏学園をはじめ、登場するほとんどの場所や施設はこの市内にある。モデルは東京都東大和市。
器楽部
東奏学園の旧校舎第三音楽室を活動拠点とする部。現在高校3年生の草薙百花たちによって創立され、中学1年生から高校3年生までの30人以上が所属している。「奏者が自由に自分自身を表現し、聴衆を魅了する」をテーマとしており、全員の担当楽器が異なる独特な編成となっている。元は男子禁制であったが、主人公であるチューナーは特別に入部を認められた。
夢世界
人の精神の深層に存在する夢の世界で、心の底に押しやられた願望やトラウマなどによって構成される。器楽部員たちはこの夢世界をノイズに蝕まれ、音楽に対する想いなどを封じられたことで器楽部に顔を出せなくなっている。
ノートゥング
夢世界に入るための道具で、英雄にのみ扱うことができるという神具。持つ者の特性によってその姿を変えるとされ、現在は音叉の形をしている。チューナーが手にする前は、壊れた指揮棒のような形で音楽準備室に残されていた。
魔法少女
ノートゥングによって器楽部員の精神の一部を召喚したもので、「ドレス」とも呼ばれる。「旋律魔法」と呼ばれる魔法を使ってノイズと戦うことができる。召喚した魔法少女が受けるダメージはチューナーが肩代わりしている。
ノイズ
人の精神に寄生する魔法生物で、器楽部の「呪い」の原因とされる。知性はないが、寄生した夢世界に順応して姿や能力を変える特性を持つ。また、夢世界の最深部には「ディスコード」と呼ばれる女王バチのようなノイズが巣食っている。
調律
夢世界に巣食うディスコードを倒して「救い」を取り戻すこと。調律された部員は器楽部に復帰し、ホニャと会話したり、魔法を使ってノイズと戦ったりできるようになる。
ユグドラシル
東奏市が存在する世界とは異なる、幾多の異世界に繋がる広大な異空間。全ての根源をなす世界であり、「世界樹」とも呼ばれる。北欧神話に登場するユグドラシルをモチーフとしている。

## クラウドファンディング
サービス終了により未完となっていたメインストーリーの小説化を主としたクラウドファンディング企画「ららマジ ノベライズプロジェクト」が、クラウドファンディングサイトFanbeatsにて実施された。期間は2020年9月10日 - 10月19日。
開始日に目標金額である650万円を達成し、制作が決定した。2021年7月より、出資者に紙書籍及び電子書籍が返礼品として贈られた。
10月5日に、リターン品のグレードアップ、ストレッチゴールの設定、支援コースの追加が発表された。これにより、リターン品の電子書籍にて、ゲーム中で使用されていた音楽の再生機能が追加されることが決定した。ストレッチゴールはいとうけいすけによる新曲制作。設定金額は1800万円であり、発表当日に達成された。追加された支援コースでは、これまで配信販売のみであったサウンドトラック「ららマジ オリジナルサウンドトラック」に、ゲーム中第十二幕以降の未収録楽曲および新曲を追加したCD「ららマジ スペシャルサウンドトラック」がリターン品として提供された。
終了日である10月19日までに、総額2997万6500円が支援金として調達された。

## 主題歌
「未来Symphony」
作詞 - うらん / 作曲 - 福廣秀一朗 / 歌 - 水瀬いのり（結城菜々美 役）、渕上舞（ホニャ 役）、大西沙織（綾瀬凜 役）、豊田萌絵（亜里砂・E・B 役）、田澤茉純（月島塁 役）
オープニングムービー及びアンサンブルモード中のBGMとして使用されている。2017年8月9日にiTunes StoreやAmazonMusic等のオンライン配信サービスから発売された。8月9日同日、Amazonランキングのデジタルミュージック部門で1位を獲得した。

## メディア

### 小説
前述のクラウドファンディング「ららマジ ノベライズプロジェクト」のリターン品として『ららマジ ノベライズ ～調律師とアインヘリャルの少女達～』が、2021年7月より、支援者に贈られた。一般販売は予定されていない。
紙書籍及び、リーダーストアにて提供される電子書籍版があり、電子書籍ではゲーム中で使用されていた楽曲の再生機能が実装されている。
ゲーム中の1 - 14幕に加え、続きにあたる部分の新規ストーリーが、メインライターである西村悠によって小説として執筆された。全3巻構成。表紙は飯塚晴子、挿絵はさんかく。が担当。
2021年7月現在、プロローグを含む本文の一部が制作進捗としてFanbeats上にて公開されている。このプロローグ中にて主人公の名前が明らかにされた。

### 漫画
ちょぼらうにょぽみによるギャグ漫画『ららマヂ！』が、2017年8月6日よりWeb漫画サイト「pixivコミック」にて連載されている。

### Webラジオ
Webラジオ『ららラジ♪』がインターネットラジオ配信サイト「音泉」にて2017年6月20日から2017年12月22日まで第0回 - 第12回の全13回に渡り配信された。MCは、水瀬いのり（結城菜々美 役）と徳井青空（草薙百花 役）。
また、2018年2月9日には1周年記念として「ららマジ1周年記念！特別番組」が放送された。特別番組の出演者は、徳井青空（草薙百花 役）、久保田未夢（洲崎麻衣 役）、豊田萌絵（亜里砂・E・B 役）の3人。
| 配信回     | 配信日         | ゲスト                                                |
| ---------- | -------------- | ----------------------------------------------------- |
| 第00回     | 2017年06月20日 | 長縄まりあ（三嶋蒼 役） 赤﨑千夏（星崎梨花 役）       |
| 第01回     | 2017年07月21日 | ゲストなし                                            |
| 第02回     | 2017年08月04日 | 小岩井ことり（伊藤萌 役）                             |
| 第03回     | 2017年08月18日 | ゲストなし                                            |
| 第04回     | 2017年09月01日 | 久保田未夢（洲崎麻衣 役）                             |
| 第05回     | 2017年09月15日 | ゲストなし                                            |
| 第06回     | 2017年09月29日 | 大森日雅（卯月真中華 役）                             |
| 第07回     | 2017年10月13日 | ゲストなし                                            |
| 第08回     | 2017年10月27日 | 木戸衣吹（九条紗彩 役）                               |
| 第09回     | 2017年11月10日 | ゲストなし                                            |
| 第10回     | 2017年11月24日 | 大西沙織（綾瀬凜 役）                                 |
| 第11回     | 2017年12月08日 | 田辺留依（神代結菜 役）                               |
| 第12回     | 2017年12月22日 | ゲストなし                                            |
| 特別配信回 | 2018年02月09日 | 豊田萌絵（亜里砂・E・B 役） 久保田未夢（洲崎麻衣 役） |

### LINEスタンプ
2018年1月22日に本作のキャラクターデザインを手掛けている飯塚晴子描き下ろしのLINEスタンプが発売された。
2021年11月4日に『ららマヂ！』のちょぼらうにょぽみによる新規描き下ろしイラストを含むLINEスタンプ第2弾が発売された。

### サウンドトラック
ららマジ オリジナルサウンドトラック
作曲 - いとうけいすけ、伊藤賢治、藤岡竜輔
株式会社ノイジークロークより、ゲーム第十一幕までのストーリー中で使われたBGMにボーナストラックのオリジナル曲を1曲加えた59曲を収録したサウンドトラックが、iTunes StoreやAmazon Music等の音楽配信サービスにて2018年10月12日に発売された。
ららマジ スペシャルサウンドトラック
作曲 - いとうけいすけ、伊藤賢治、藤岡竜輔
「ららマジ ノベライズプロジェクト」追加支援コースのリターン品。データ配信はなく、CDとして提供された。「ららマジ オリジナルサウンドトラック」に、ゲーム中第十四幕までに使用された楽曲と新曲を加えた計82曲が収録されている。2021年7月、小説と共にクラウドファンディング支援者に贈られた。

## イベント
ららマジ ミュージアム in アニメイト秋葉原
開催期間：2017年7月22日 - 7月30日
アニメイト秋葉原店地下イベントホールにてキャラクターパネル・東奏学園制服等の展示や限定グッズの販売が行われた。
コミックマーケット92
開催期間：2017年8月11日 - 8月13日　参加声優：末柄里恵（橘レイナ 役）、田中美海（有栖川翼 役）、芹澤優（楓智美 役）
企業ブースとして出展し、グッズ販売や出演声優によるお渡し会、新機能であるARカメラ「おでかけ」の体験などが実施された。
ららマジ 器楽部会議 in ハミングホール
開催期間：2018年3月4日　参加声優：小澤亜李（瀬沢かなえ 役）、田辺留依（神代結菜 役）、高木美佑（卯月幸 役）、長縄まりあ（三嶋蒼 役）、小岩井ことり（伊藤萌 役）
東京都東大和市にて開催された「第7回 うまかんべぇ～祭」のプレイベントである「うまフェス2018」が東大和市民会館ハミングホールにて行われた。この「うまフェス」内ステージイベントの一つとして、「ららマジ 器楽部会議 in ハミングホール」が催され、出演声優たちによる、西村悠書き下ろしボイスドラマの朗読等が行われた。
当日の映像は、2018年3月9日より、インターネットラジオ配信サイト音泉にて配信が開始された。
第7回 うまかんべぇ～祭
開催期間：2018年4月21日 - 4月22日　参加声優：田澤茉純（月島塁 役）、小澤亜李（瀬沢かなえ 役）
東大和南公園にて開催された「第7回 うまかんべぇ～祭」に協賛・協力として参加。イベント限定グッズの販売、出演声優によるグッズお渡し会を行った。
ららマジ ～東奏学園出張文化祭～
開催期間：2018年11月10日 - 11月25日
BOOKMARK浅草橋にて、株式会社カフェレオ主催の展示イベントが開催された。入場料は無料。最終日となる11月25日には、飯塚晴子のサイン会が行われた。
ららマジ～ホニャららMAGIC～ ノベライズプロジェクト達成記念イベント
開催期間：2021年6月19日 - 6月27日
クラウドファンディングプロジェクト達成を記念したイベントがBOOKMARK浅草橋で開催された。イラスト・小説サンプル展示やグッズ販売が行われた。
ららマジ コレクション展
開催期間：2022年1月25日 - 2月18日
5周年を記念したオンラインミュージアムがeeo Museumにて開催された。既存のドレスイラストやグッズイラストだけでなく、初公開となるイラストも展示された。
同時に、投票企画「ららマジ Selection Member!」も開催され、飯塚晴子による上位5人の新規描き下ろしイラストを使用したグッズが2022年6月24日よりeeo Storeにて発売された。
「ららマジ」×GraffArt CAFE
開催期間：2023年1月21日 - 2月5日
6周年を記念したコラボカフェがGraffArt CAFE 池袋にて開催され、期間限定コラボメニューやグッズが販売された。
『ららマジ』×レストラン「ふらんす亭」コラボ
開催期間：2023年2月14日 - 2月27日
ふらんす亭とのコラボがふらんす亭 池袋サンシャイン60階通り店にて開催され、期間限定コラボメニューやグッズが販売された。

## プロモーション
テレビCM
2017年4月27日よりテレビCMが放送された。それぞれ1本あたりの長さは15秒である「あのころは篇A」・「あのころは篇B」、30秒版と15秒版の2種類が存在する「オープニングアニメーション篇」が、2020年6月3日のサービス終了時までYouTube上で公開されていた。

## 関連書籍
ビジュアルファンブック
- ららマジ チューナーズノート ～オフィシャルキャラクター資料集～（2017年6月2日発売、一迅社ISBN 978-4758015493）
当時の全キャラクター設定・デザイン等を収めた初のキャラクター資料集が発売された。表紙は飯塚晴子描き下ろし。
- ららマジ チューナーズノート2 ～オフィシャルキャラクターイラスト集～（2018年2月28日発売、一迅社ISBN 978-4758015936）
ゲームリリース1周年を記念して発売された。雑誌・グッズで使用されたイラストを含む、本誌発売時点までの全てのイラストが収録されている。上述の「チューナーズノート」同様、表紙は飯塚晴子描き下ろし。